# جین گورسود
جین گورسود (به انگلیسی: Jeanne Goursaud) (زاده ۴ آوریل ۱۹۹۶) بازیگر آلمانی-فرانسوی است.
از کارهای معروف او می‌توان به بازی در فیلم برون مرزی و مجموعه تلویزیونی بربرها اشاره کرد.